# 洛罗维尔
洛罗维尔（英語：Loreauville）是美国路易斯安那州下属的一座村镇。根据2010年美国人口普查，该市有人口887人。建置上，属于“village”。